# Перелік наземних ударів з С-300/С-400 під час російського вторгнення
Перелік російських ракетних наземних ударів з С-300 під час російського вторгнення 2022, інформація про які була опублікована у відкритих джерелах.

## 2022

### Червень
Зафіксовано 5 атак та щонайменше 23 ракети.
18 червня 2022 року вперше російські окупаційні війська обстріляли українську територію ракетами зенітно-ракетного комплексу С-300.
| дата       | регіон        | місце         | ракета | к-ть | влучання, загиблі/поранені                                       |
| ---------- | ------------- | ------------- | ------ | ---- | ---------------------------------------------------------------- |
| 18.06.2022 | Донецька обл. | Донецька обл. | 5В55   | —    | пошкоджені чи зруйновані житлові та інші будинки                 |
| 19.06.2022 | Донецька обл. | Донецька обл. | 5В55   | —    | цивільна інфраструктура, жертви: 2/12                            |
| 24.06.2022 | Донецька обл. | Донецька обл. | 5В55   | 1    | помилковання влучання ракети по інфраструктурі російських військ |
| 27.06.2022 | Донецька обл. | Донецька обл. | 5В55   | —    | не встановлено                                                   |
| 30.06.2022 | Донецька обл. | Донецька обл. | 5В55   | 19   | промислові та цивільні споруди                                   |

### Липень
Зафіксовано 19 атак та щонайменше 95 ракет.
Вперше російські війська обстріляли північні регіони України із ЗРК «С-300»/«С-400 28 липня 2022 року. Тоді зафіксували понад 20 «прильотів» на території Гончарівської територіальної громади Чернігівського району. За даними Оперативного комадування «Північ» обстріл вівся з білоруського аеродрому «Зябрівка», який російські війська перетворили на свою базу. Супутник неодноразово фіксував на його території ЗРК «С-300» та «С-400».
| дата       | регіон            | місце             | ракета | к-ть | влучання, загиблі/поранені            |
| ---------- | ----------------- | ----------------- | ------ | ---- | ------------------------------------- |
| 09.07.2022 | Миколаївська обл. | Миколаїв          | 5В55   | 6    | цивільна інфраструктура               |
| 13.07.2022 | Миколаївська обл. | Миколаїв          | 5В55   | —    | цивільна інфраструктура               |
| 13.07.2022 | Харківська обл.   | Харківська обл.   | 5В55К  | 1    | перехоплено українською ППО           |
| 14.07.2022 | Миколаївська обл. | Миколаїв          | 5В55   | 9    | цивільна інфраструктура               |
| 14.07.2022 | Харківська обл.   | Харків            | 5В55   | —    | цивільна інфраструктура               |
| 14.07.2022 | Харківська обл.   | Харків            | 5В55   | —    | депо метрополітену                    |
| 17.07.2022 | Миколаївська обл. | Миколаїв          | 5В55   | —    | цивільна інфраструктура               |
| 18.07.2022 | Миколаївська обл. | Миколаїв          | 5В55   | 11   | цивільна інфраструктура               |
| 18.07.2022 | Миколаївська обл. | Миколаїв          | 5В55   | 1    | аеропорт «Миколаїв»                   |
| 19.07.2022 | Херсонська обл.   | Херсон            | 5В55   | 4    | вибухнули в повітрі при запуску       |
| 21.07.2022 | Миколаївська обл. | Миколаїв          | 5В55   | 7    | промислова інфраструктура             |
| 23.07.2022 | Миколаївська обл. | Миколаїв          | 5В55   | 6    | промислова інфраструктура             |
| 25.07.2022 | Харківська обл.   | Чугуїв            | 5В55   | —    | цивільна інфраструктура               |
| 26.07.2022 | Миколаївська обл. | Миколаївська обл. | 5В55   | 12   | промислова інфраструктура             |
| 26.07.2022 | Харківська обл.   | Харків            | 5В55   | —    | цивільна інфраструктура               |
| 27.07.2022 | Харківська обл.   | Харків            | 5В55   | 2    | цивільна інфраструктура               |
| 28.07.2022 | Чернігівська обл. | Гончарівське      | 5В55   | 25+  | військова інфраструктура              |
| 28.07.2022 | Миколаївська обл. | Миколаїв          | 5В55   | —    | цивільна інфраструктура               |
| 28.07.2022 | Харківська обл.   | Харків            | 5В55   | 2    | промислова та цивільна інфраструктура |
| 30.07.2022 | Харківська обл.   | Харків            | 5В55   | —    | навчальний заклад                     |
| 31.07.2022 | Харківська обл.   | Харків            | 5В55   | —    | промислова інфраструктура             |

### Серпень
Зафіксовано 23 атаки та щонайменше 61 ракета.
| дата       | регіон            | місце                            | ракета | к-ть | влучання, загиблі/поранені                          |
| ---------- | ----------------- | -------------------------------- | ------ | ---- | --------------------------------------------------- |
| 03.08.2022 | Миколаївська обл. | Миколаїв                         | 5В55   | —    | цивільна інфраструктура, без жертв                  |
| 03.08.2022 | Харківська обл.   | Харків                           | 5В55   | 2    | промислова інфраструктура, без жертв                |
| 05.08.2022 | Харківська обл.   | Чугуїв                           | 5В55   | 4    | цивільна інфраструктура, без жертв                  |
| 06.08.2022 | Харківська обл.   | Харків                           | 5В55   | —    | цивільна інфраструктура, без жертв                  |
| 07.08.2022 | Харківська обл.   | Харків                           | 5В55   | —    | цивільна інфраструктура, без жертв                  |
| 10.08.2022 | Запорізька обл.   | Кушугум                          | 5В55   | —    | цивільна інфраструктура, жертви: 1/0                |
| 11.08.2022 | Донецька обл.     | Краматорськ                      | 5В55   | 1    | цивільна інфраструктура                             |
| 12.08.2022 | Харківська обл.   | Харків                           | 5В55   | 4    | цивільна інфраструктура, без жертв                  |
| 13.08.2022 | Харківська обл.   | Харків                           | 5В55   | 2    | цивільна інфраструктура, жертви: 0/1                |
| 13.08.2022 | Донецька обл.     | Донецька обл.                    | 5В55   | —    | цивільна інфраструктура                             |
| 14.08.2022 | Харківська обл.   | Слобожанське (Чугуївський район) | 5В55   | 2    | енергетична та цивільна інфраструктура, жертви: 0/3 |
| 17.08.2022 | Миколаївська обл. | Миколаїв                         | 5В55   | 2    | цивільна інфраструктура                             |
| 18.08.2022 | Харківська обл.   | Харків                           | 5В55   | 7    | цивільна інфраструктура, жертви: 16/18              |
| 19.08.2022 | Харківська обл.   | Харків                           | 5В55   | 5    | цивільна інфраструктура, жертви: 1/0                |
| 19.08.2022 | Миколаївська обл. | Миколаїв                         | 5В55   | 3    | цивільна інфраструктура, жертви: 0/1                |
| 20.08.2022 | Миколаївська обл. | Миколаїв                         | 5В55   | —    | цивільна інфраструктура                             |
| 21.08.2022 | Миколаївська обл. | Миколаївська обл.                | 5В55   | —    | цивільна інфраструктура, без жертв                  |
| 25.08.2022 | Миколаївська обл. | Миколаїв                         | 5В55   | —    | цивільна інфраструктура                             |
| 25.08.2022 | Донецька обл.     | Словʼянськ                       | 5В55   | —    | цивільна інфраструктура, без жертв                  |
| 26.08.2022 | Донецька обл.     | Донецька обл.                    | 5В55   | —    | цивільна інфраструктура                             |
| 28.08.2022 | Харківська обл.   | Харків                           | 5В55   | —    | цивільна інфраструктура                             |
| 29.08.2022 | Миколаївська обл. | Миколаїв                         | 5В55   | 16   | цивільна інфраструктура, жертви: 2/24               |
| 31.08.2022 | Харківська обл.   | Харків                           | 5В55   | 1    | цивільна інфраструктура, жертви: 0/2                |
| 31.08.2022 | Бєлгородська обл. | Бєлгородська обл.                | 5В55   | —    | ракета впала після запуску                          |

### Вересень
Зафіксовано 21 атаку та щонайменше 56 ракет.
| дата       | регіон                | місце                | ракета | к-ть | влучання, загиблі/поранені                               |
| ---------- | --------------------- | -------------------- | ------ | ---- | -------------------------------------------------------- |
| 02.09.2022 | Харківська обл.       | Харків               | 5В55   | 1    | цивільна інфраструктура, без жертв                       |
| 03.09.2022 | Харківська обл.       | Харків               | 5В55   | 1    | цивільна інфраструктура, без жертв                       |
| 04.09.2022 | Харківська обл.       | Харків               | 5В55   | 1    | цивільна інфраструктура, без жертв                       |
| 05.09.2022 | Миколаївська обл.     | Очаків               | 5В55   | —    | цивільна інфраструктура, без жертв                       |
| 05.09.2022 | Миколаївська обл.     | Миколаїв             | 5В55   | —    | цивільна інфраструктура, без жертв                       |
| 06.09.2022 | Харківська обл.       | Харків               | 5В55   | 2    | цивільна інфраструктура, без жертв                       |
| 06.09.2022 | Донецька обл.         | Словʼянськ           | 5В55   | 1    | цивільна інфраструктура                                  |
| 08.09.2022 | Харківська обл.       | Харківська обл.      | 5В55   | 5    | цивільна інфраструктура, жертви: 0/7                     |
| 10.09.2022 | Дніпропетровська обл. | Синельниківський р-н | 5В55   | 6    | фермерське господарство                                  |
| 10.09.2022 | Харківська обл.       | Нова Водолага        | 5В55   | 2    | ракета влучила у приватний житловий будинок, жертви: 1/0 |
| 10.09.2022 | Миколаївська обл.     | Миколаїв             | 5В55   | —    | цивільна інфраструктура, без жертв                       |
| 11.09.2022 | Харківська обл.       | Харків               | 5В55   | 1    | цивільна інфраструктура, без жертв                       |
| 17.09.2022 | Донецька обл.         | Краматорськ          | 5В55   | —    | цивільна інфраструктура, жертви: 0/5                     |
| 19.09.2022 | Донецька обл.         | Краматорськ          | 5В55   | —    | цивільна інфраструктура, без жертв                       |
| 20.09.2022 | Запорізька обл.       | Запорізька обл.      | 5В55   | —    | не встановлено, без жертв                                |
| 20.09.2022 | Донецька обл.         | Словʼянськ           | 5В55   | —    | промислова інфраструктура, без жертв                     |
| 22.09.2022 | Запорізька обл.       | Запоріжжя            | 5В55   | —    | цивільна інфраструктура, жертви: 1/5                     |
| 27.09.2022 | Запорізька обл.       | Запорізька обл.      | 5В55   | 10   | цивільна інфраструктура, без жертв                       |
| 28.09.2022 | Донецька обл.         | Миколаївка           | 5В55   | —    | цивільна інфраструктура, жертви: 1/0                     |
| 30.09.2022 | Запорізька обл.       | Запорізька обл.      | 5В55   | 16   | цивільна автоколона, жертви: 30/118                      |
| 30.09.2022 | Миколаївська обл.     | Миколаїв             | 5В55   | —    | цивільна інфраструктура, без жертв                       |

### Жовтень
Зафіксовано 27 атак та щонайменше 117 ракет.
| дата       | регіон                 | місце                  | ракета | к-ть | влучання, загиблі/поранені                   |
| ---------- | ---------------------- | ---------------------- | ------ | ---- | -------------------------------------------- |
| 01.10.2022 | Миколаївська обл.      | Миколаїв               | 5В55   | —    | цивільна інфраструктура                      |
| 02.10.2022 | Запорізька обл.        | Запоріжжя              | 5В55   | 4    | промислова інфраструктура, без жертв         |
| 02.10.2022 | Миколаївська обл.      | Миколаїв               | 5В55   | —    | цивільна інфраструктура, жертви: 0/7         |
| 03.10.2022 | Запорізька обл.        | Запоріжжя              | 5В55   | 10   | цивільна інфраструктура, без жертв           |
| 04.10.2022 | Харківська обл.        | Харків                 | 5В55   | 2    | критична інфраструктура, жертви: 1/0         |
| 06.10.2022 | Запорізька обл.        | Запоріжжя              | 5В55   | 7    | цивільна інфраструктура, жертви: 11/21       |
| 07.10.2022 | Запорізька обл.        | Запоріжжя              | 5В55   | —    | цивільна інфраструктура                      |
| 08.10.2022 | Харківська обл.        | Харків                 | 5В55   | 5    | цивільна інфраструктура                      |
| 09.10.2022 | Запорізька обл.        | Запоріжжя              | 5В55   | 16   | житлові будинки, жертви: 13/89               |
| 10.10.2022 | Миколаївська обл.      | Миколаїв               | 5В55   | 10   | цивільна інфраструктура                      |
| 10.10.2022 | Запорізька обл.        | Запоріжжя              | 5В55   | 7    | критична інфраструктура                      |
| 10.10.2022 | Донецька обл.          | Словʼянськ             | 5В55   | 1    | цивільна інфраструктура, жертви: 4/1         |
| 11.10.2022 | Запорізька обл.        | Запоріжжя              | 5В55   | 12   | цивільна інфраструктура, жертви: 1/0         |
| 12.10.2022 | Запорізька обл.        | Запорізька обл.        | 5В55   | 7    | цивільна інфраструктура, пустир, жертви: 0/3 |
| 13.10.2022 | Харківська обл.        | Харків                 | 5В55   | 2    | пустир                                       |
| 13.10.2022 | Миколаївська обл.      | Миколаїв               | 5В55   | 8    | житловий будинок та цивільні об'єкти         |
| 15.10.2022 | РФ, Грайворонський р-н | РФ, Грайворонський р-н | 48Н6ДМ | —    | не встановлено                               |
| 18.10.2022 | Миколаївська обл.      | Миколаїв               | 5В55   | —    | цивільна інфраструктура                      |
| 19.10.2022 | Запорізька обл.        | Запорізька обл.        | 5В55   | —    | критична інфраструктура                      |
| 20.10.2022 | Миколаївська обл.      | Миколаїв               | 5В55   | —    | цивільна інфраструктура, пустир              |
| 20.10.2022 | Запорізька обл.        | Комишуваха             | 5В55   | —    | цивільна інфраструктура                      |
| 21.10.2022 | Запорізька обл.        | Запоріжжя              | 5В55   | —    | цивільна інфраструктура                      |
| 23.10.2022 | Миколаївська обл.      | Миколаїв               | 5В55   | —    | цивільна інфраструктура                      |
| 23.10.2022 | Запорізька обл.        | Запорізька обл.        | 5В55   | —    | цивільна інфраструктура                      |
| 24.10.2022 | Харківська обл.        | Купʼянськ              | 5В55   | —    | цивільна інфраструктура                      |
| 28.10.2022 | Миколаївська обл.      | Миколаїв               | 5В55   | —    | цивільна інфраструктура, жертви: 0/1         |
| 31.10.2022 | Запорізька обл.        | Дніпровська ГЕС        | 5В55   | 22   | енергетична інфраструктура                   |
| 31.10.2022 | Харківська обл.        | Харків                 | 5В55   | 22   | енергетична інфраструктура                   |

### Листопад
Зафіксовано 32 атаки та щонайменше 61 ракету.
| дата       | регіон            | місце            | ракета | к-ть | влучання, загиблі/поранені                     |
| ---------- | ----------------- | ---------------- | ------ | ---- | ---------------------------------------------- |
| 01.11.2022 | Миколаївська обл. | Миколаїв         | 5В55   | 4    | цивільна інфраструктура, жертви: 1/0           |
| 03.11.2022 | Харківська обл.   | Харків           | 5В55   | —    | цивільна інфраструктура, без жертв             |
| 03.11.2022 | Миколаївська обл. | Миколаїв         | 5В55   | —    | цивільна інфраструктура, без жертв             |
| 04.11.2022 | Запорізька обл.   | Запорізький р-н  | 5В55   | —    | пустир, без жертв                              |
| 05.11.2022 | Донецька обл.     | Дружківка        | 5В55   | —    | пустир, без жертв                              |
| 06.11.2022 | Запорізька обл.   | Запоріжжя        | 5В55   | —    | цивільна інфраструктура, жертви: 1/0           |
| 08.11.2022 | Запорізька обл.   | Запорізький р-н  | 5В55   | 2    | цивільна інф-ра, пустир, без жертв             |
| 09.11.2022 | Донецька обл.     | Курахове         | 5В55   | —    | цивільна інфраструктура                        |
| 09.11.2022 | Харківська обл.   | Вовчанськ        | 5В55   | —    | об'єкт інфраструктури                          |
| 09.11.2022 | Харківська обл.   | Купʼянськ        | 5В55   | —    | цивільна інфраструктура                        |
| 10.11.2022 | Запорізька обл.   | Вільнянський р-н | 5В55   | 2    | сільськогосподарська інфраструктура            |
| 11.11.2022 | Миколаївська обл. | Миколаїв         | 5В55   | —    | цивільна інфраструктура, жертви: 6/2           |
| 13.11.2022 | Харківська обл.   | Харків           | 5В55   | 3    | промислова інфраструктура, без жертв           |
| 13.11.2022 | Харківська обл.   | Шевченкове       | 5В55   | 7    | цивільна інфраструктура, жертви: 0/2           |
| 15.11.2022 | Запорізька обл.   | Запоріжжя        | 5В55   | 4    | пустир, без жертв                              |
| 15.11.2022 | Харківська обл.   | Харків           | 5В55   | 2    | енергетична інфраструктура                     |
| 15.11.2022 | Харківська обл.   | Чугуївський р-н  | 5В55   | 4    | енергетична інфраструктура                     |
| 15.11.2022 | Донецька обл.     | Шахтарське       | 5В55   | 2+   | не встановлено, без жертв                      |
| 17.11.2022 | Запорізька обл.   | Вільнянськ       | 5В55   | 3    | житловий будинок, жертви: 10/0                 |
| 18.11.2022 | Харківська обл.   | Харків           | 5В55   | 5    | промислова інфраструктура                      |
| 18.11.2022 | Харківська обл.   | Харків           | 5В55   | 5    | цивільна інфраструктура, жертви: 1/0           |
| 18.11.2022 | Запорізька обл.   | Запорізький р-н  | 5В55   | —    | цивільна інфраструктура, без жертв             |
| 19.11.2022 | Харківська обл.   | Старовірівка     | 5В55   | 2    | школа, жертви: 0/3                             |
| 20.11.2022 | Харківська обл.   | Купʼянськ        | 5В55   | 2    | цивільна інфраструктура                        |
| 21.11.2022 | Запорізька обл.   | Запорізький р-н  | 5В55   | 2    | цивільна інфраструктура, без жертв             |
| 23.11.2022 | Запорізька обл.   | Вільнянськ       | 5В55   | —    | пологовий будинок, жертви: 1/2                 |
| 24.11.2022 | Запорізька обл.   | Запорізький р-н  | 5В55   | —    | цивільна інфраструктура, без жертв             |
| 25.11.2022 | Донецька обл.     | Дробишеве        | 5В55   | —    | цивільна інфраструктура, без жертв             |
| 25.11.2022 | Донецька обл.     | Словʼянськ       | 5В55   | —    | цивільна інфраструктура, без жертв             |
| 25.11.2022 | Харківська обл.   | Чугуївський р-н  | 5В55   | —    | не встановлено, без жертв                      |
| 27.11.2022 | Запорізька обл.   | Запорізький р-н  | 5В55   | —    | сільськогосподарська інфраструктура, без жертв |
| 30.11.2022 | Запорізька обл.   | Запорізький р-н  | 5В55   | —    | цивільна інфраструктура, без жертв             |

### Грудень
Зафіксовано 17 атак та щонайменше 59 ракет.
| дата       | регіон          | місце              | ракета | к-ть | влучання, загиблі/поранені                                                      |
| ---------- | --------------- | ------------------ | ------ | ---- | ------------------------------------------------------------------------------- |
| 02.12.2022 | Харківська обл. | Клугино-Башкирівка | 5В55   | 1    | житловий будинок, жертви: 0/2                                                   |
| 02.12.2022 | Запорізька обл. | Запоріжжя          | 5В55   | 3    | промислова та цивільна інфраструктура                                           |
| 03.12.2022 | Запорізька обл. | Вільнянськ         | 5В55   | 2    | цивільна інфраструктура, без жертв                                              |
| 05.12.2022 | Запорізька обл. | Запоріжжя          | 5В55   | —    | промислова та цивільна інфраструктура, жертви: 2/2                              |
| 06.12.2022 | Донецька обл.   | Малотаранівка      | 5В55   | 3    | цивільна інфраструктура                                                         |
| 07.12.2022 | Запорізька обл. | Запорізький р-н    | 5В55   | —    | цивільна інфраструктура, жертви: 0/3                                            |
| 08.12.2022 | Харківська обл. | Золочів            | 5В55   | 1    | перехоплено українською ППО                                                     |
| 13.12.2022 | Запорізька обл. | Комишуваха         | 5В55   | 2    | цивільна інфраструктура, без жертв                                              |
| 13.12.2022 | Харківська обл. | Купʼянськ          | 5В55   | —    | цивільна інфраструктура, жертви: 0/1                                            |
| 14.12.2022 | Харківська обл. | Купʼянськ          | 5В55   | —    | цивільна інфраструктура, жертви: 0/1                                            |
| 16.12.2022 | Харківська обл. | Харківська обл.    | 5В55   | 10   | енергетична інфраструктура                                                      |
| 16.12.2022 | Запорізька обл. | Запорізька обл.    | 5В55   | 21   | енергетична інфраструктура, пустир, без жертв                                   |
| 16.12.2022 | Херсонська обл. | Каховка            | 5В55   | —    | Завод ЕСО, житловий будинок                                                     |
| 20.12.2022 | Херсонська обл. | Херсон             | 5В55   | —    | цивільна інфраструктура                                                         |
| 22.12.2022 | Харківська обл. | Харків             | 5В55   | —    | не встановлено, без жертв                                                       |
| 23.12.2022 | Донецька обл.   | Краматорськ        | 5В55   | 2    | цивільна інфраструктура, без жертв                                              |
| 24.12.2022 | Херсонська обл. | Каховка            | 5В55   | —    | Вдруге Завод ЕСО, ринок, пожежна частина, ресторан, магазини та житлові будинки |
| 29.12.2022 | Запорізька обл. | Степне             | 5В55   | 3    | цивільна інфраструктура, без жертв                                              |
| 29.12.2022 | Харківська обл. | Харків             | 5В55   | 4    | енергетична інфраструктура                                                      |
| 31.12.2022 | Донецька обл.   | Лиман              | 5В55   | 1    | відділок Поліції, жертви: 0/1                                                   |

## 2023

### Січень
Зафіксовано 19 атак та щонайменше 31 ракету.
| дата       | регіон          | місце           | ракета | к-ть | влучання, загиблі/поранені               |
| ---------- | --------------- | --------------- | ------ | ---- | ---------------------------------------- |
| 01.01.2023 | Донецька обл.   | Миколаївка      | 5В55   | —    | цивільна інфраструктура                  |
| 04.01.2023 | Запорізька обл. | Запоріжжя       | 5В55   | —    | цивільна інфраструктура, жертви: 0/1     |
| 07.01.2023 | Харківська обл. | Мерефа          | 5В55   | 3    | нафтопереробне підприємство, жертви: 1/1 |
| 07.01.2023 | Запорізька обл. | Запоріжжя       | 5В55   | —    | цивільна інфраструктура                  |
| 08.01.2023 | Харківська обл. | Харківська обл. | 5В55   | 5    | не встановлено                           |
| 09.01.2023 | Харківська обл. | Шевченкове      | 5В55   | —    | цивільна інфраструктура, жертви: 2/5     |
| 10.01.2023 | Херсонська обл. | Херсон          | 5В55   | —    | цивільна інфраструктура                  |
| 12.01.2023 | Запорізька обл. | Запоріжжя       | 5В55   | —    | цивільна інфраструктура, без жертв       |
| 14.01.2023 | Харківська обл. | Харків          | 5В55   | 2    | енергетична інфраструктура               |
| 14.01.2023 | Запорізька обл. | Запоріжжя       | 5В55   | 2+   | промислова інфраструктура, без жертв     |
| 16.01.2023 | Запорізька обл. | Запоріжжя       | 5В55   | —    | цивільна інфраструктура, жертви: 0/5     |
| 19.01.2023 | Запорізька обл. | Запорізька обл. | 5В55   | —    | пустир, без жертв                        |
| 20.01.2023 | Донецька обл.   | Краматорськ     | 5В55   | 3    | цивільна інфраструктура, без жертв       |
| 22.01.2023 | Харківська обл. | Пісочин         | 5В55   | —    | цивільна інфраструктура, без жертв       |
| 22.01.2023 | Запорізька обл. | Запорізька обл. | 5В55   | 2+   | цивільна інфраструктура, без жертв       |
| 26.01.2023 | Запорізька обл. | Запорізька обл. | 5В55   | 2    | об'єкт інфраструктури                    |
| 27.01.2023 | Харківська обл. | Купʼянськ       | 5В55   | —    | цивільна інфраструктура, без жертв       |
| 29.01.2023 | Харківська обл. | Харків          | 5В55   | —    | житловий будинок, жертви: 1/3            |
| 31.01.2023 | Сумська обл.    | Шостка          | 5В55   | 1    | промислова інфраструктура, жертви: 0/2   |

### Лютий
Зафіксовано 21 атаку та щонайменше 74 ракети.
| дата       | регіон            | місце             | ракета | к-ть | влучання, загиблі/поранені                                  |
| ---------- | ----------------- | ----------------- | ------ | ---- | ----------------------------------------------------------- |
| 02.02.2023 | Донецька обл.     | Краматорськ       | 5В55   | 2    | цивільна інфраструктура, жертви: 0/6                        |
| 03.02.2023 | Харківська обл.   | Барвінкове        | 5В55   | 2+   | цивільна інфраструктура, жертви: 2/1                        |
| 05.02.2023 | Донецька обл.     | Дружківка         | 5В55   | 2    | цивільна інфраструктура, жертви: 0/5                        |
| 05.02.2023 | Харківська обл.   | Харків            | 5В55   | 2    | цивільна інфраструктура, жертви: 0/1                        |
| 07.02.2023 | Харківська обл.   | Харків            | 5В55   | 6+   | цивільна інфраструктура                                     |
| 08.02.2023 | Донецька обл.     | Дружківка         | 5В55   | —    | промислова інфраструктура та житлові будинки                |
| 09.02.2023 | Донецька обл.     | Краматорськ       | 5В55   | 2    | цивільна інфраструктура                                     |
| 10.02.2023 | Харківська обл.   | Харків            | 5В55   | 35   | енергетична та цивільна інфраструктура, жертви: 0/8         |
| 10.02.2023 | Запорізька обл.   | Запорізька обл.   | 5В55   | 35   | енергетична та цивільна інфраструктура                      |
| 11.02.2023 | Донецька обл.     | Дружківка         | 5В55   | 1    | цивільна інфраструктура                                     |
| 11.02.2023 | Харківська обл.   | Харків            | 5В55   | —    | промислова інфраструктура                                   |
| 14.02.2023 | Донецька обл.     | Краматорський р-н | 5В55   | 2    | цивільна інфраструктура                                     |
| 14.02.2023 | Харківська обл.   | Купʼянськ         | 5В55   | —    | цивільна інфраструктура                                     |
| 15.02.2023 | Харківська обл.   | Купʼянськ         | 5В55   | —    | цивільна інфраструктура                                     |
| 16.02.2023 | Харківська обл.   | Харків            | 5В55   | 5    | об'єкти інфраструктури, без жертв                           |
| 17.02.2023 | Донецька обл.     | Покровськ         | 5В55   | 2    | цивільна інфраструктура                                     |
| 20.02.2023 | Бєлгородська обл. | Бєлгородська обл. | 5В55   | —    | ракети впали у Бєлгородській області невдовзі після запуску |
| 22.02.2023 | Харківська обл.   | Харків            | 5В55   | —    | не встановлено                                              |
| 23.02.2023 | Харківська обл.   | Купʼянський р-н   | 5В55   | 1    | цивільна інфраструктура, жертви: 0/1                        |
| 24.02.2023 | Бєлгородська обл. | Бєлгородська обл. | 5В55   | —    | ракети впали у Бєлгородській області невдовзі після запуску |
| 24.02.2023 | Донецька обл.     | Лиман             | 5В55   | 2    | цивільна інфраструктура                                     |
| 24.02.2023 | Донецька обл.     | Костянтинівка     | 5В55   | 1    | цивільна інфраструктура                                     |
| 27.02.2023 | Запорізька обл.   | Запоріжжя         | 5В55   | 2    | об'єкт інфраструктури, без жертв                            |

### Березень
Зафіксовано 22 атаки та щонайменше 59 ракет.
| дата       | регіон            | місце           | ракета | к-ть | влучання, загиблі/поранені                                                                             |
| ---------- | ----------------- | --------------- | ------ | ---- | --- |
| 01.03.2023 | Харківська обл.   | Чугуїв          | 5В55   | 3    | багатоквартирний будинок та навчальний заклад, жертви: 0/2                                             |
| 02.03.2023 | Запорізька обл.   | Запоріжжя       | 5В55   | 3    | багатоквартирний будинок, жертви: 13/17                                                                |
| 02.03.2023 | Донецька обл.     | Краматорськ     | 5В55   | 2    | цивільна інфраструктура, жертви: 0/6                                                                   |
| 05.03.2023 | Донецька обл.     | Гришине         | 5В55   | —    | цивільна інфраструктура                                                                                |
| 06.03.2023 | Бєлгородська обл. | Новий Оскол     | 5В55   | —    | невдалий запуск ракет                                                                                  |
| 06.03.2023 | Донецька обл.     | Краматорськ     | 5В55   | —    | цивільна інфраструктура, без жертв                                                                     |
| 09.03.2023 | Харківська обл.   | Харківська обл. | 5В55   | 4    | критична інфраструктура                                                                                |
| 09.03.2023 | Харківська обл.   | Харків          | 5В55   | 11   | критична інфраструктура                                                                                |
| 09.03.2023 | Запорізька обл.   | Запорізька обл. | 5В55   | 5    | критична інфраструктура, без жертв                                                                     |
| 10.03.2023 | Донецька обл.     | Костянтинівка   | 5В55   | —    | цивільна інфраструктура, жертви: 0/8                                                                   |
| 13.03.2023 | Донецька обл.     | Словʼянськ      | 5В55   | 1    | цивільна інфраструктура                                                                                |
| 13.03.2023 | Донецька обл.     | Лиман           | 5В55   | —    | цивільна інфраструктура                                                                                |
| 15.03.2023 | Харківська обл.   | Харків          | 5В55   | 2+   | цивільна інфраструктура                                                                                |
| 17.03.2023 | Харківська обл.   | Великий Бурлук  | 5В55   | 2+   | цивільна інфраструктура, без жертв                                                                     |
| 18.03.2023 | Запорізька обл.   | Запоріжжя       | 5В55   | 4+   | промислова та цивільна інфраструктура, без жертв                                                       |
| 24.03.2023 | Донецька обл.     | Костянтинівка   | 5В55   | 2+   | влучання у «пункт незламності», жертви: 3/2                                                            |
| 25.03.2023 | Донецька обл.     | Краматорськ     | 5В55   | 2    | пошкодження 8 багатоквартирних будинків, 6 торгових точок, школи та готелю                             |
| 27.03.2023 | Донецька обл.     | Словʼянськ      | 5В55   | 2    | влучання у адміністративні та офісні будівлі, 5 багатоповерхівок та 7 приватних будинків, жертви: 2/29 |
| 27.03.2023 | Донецька обл.     | Дружківка       | 5В55   | 2    | влучання у дитячий будинок, без жертв                                                                  |
| 28.03.2023 | Харківська обл.   | Богодухів       | 5В55   | 2    | пошкодження 13 будинків та дитячого садка, жертви: 0/1                                                 |
| 30.03.2023 | Донецька обл.     | Дружківка       | 5В55   | 2    | влучання у багатоквартирний будинок і залізничне полотно, без жертв                                    |
| 31.03.2023 | Донецька обл.     | Краматорськ     | 5В55   | —    | пошкодження 25 приватних будинків                                                                      |
| 31.03.2023 | Харківська обл.   | Харків          | 5В55   | 6    | пошкоджено приватний будинок та два цивільних авто                                                     |
| 31.03.2023 | Харківська обл.   | Харківська обл. | 5В55   | 3    | ракети вибухнули у повітрі                                                                             |

### Квітень
Зафіксовано 16 атак та щонайменше 53 ракети.
| дата       | регіон            | місце           | ракета | к-ть | влучання, загиблі/поранені |
| ---------- | ----------------- | --------------- | ------ | ---- | --- |
| 02.04.2023 | Донецька обл.     | Костянтинівка   | 5В55   | 2    | 16 багатоквартирних будинків, 8 приватних будинків, дитячий дошкільний заклад, жертви: 6/11                                    |
| 02.04.2023 | Донецька обл.     | Курахове        | 5В55   | —    | пошкодження багатоповерхового будиноку, 8-ми приватних житлових будинків та будівлі храму                                      |
| 04.04.2023 | Донецька обл.     | Торецьк         | 5В55   | 2    | знищено та пошкоджено 17 цивільних об’єктів - 6 житлових будинків, лікарню, будівлю шахти, торгівельний комплекс, адмінбудівлі |
| 05.04.2023 | Донецька обл.     | Сергіївка       | 5В55   | —    | влучання у підприємство та автомобіль, жертви: 1/0                                                                             |
| 05.04.2023 | Донецька обл.     | Костянтинівка   | 5В55   | —    | промислова інфраструктура, без жертв                                                                                           |
| 09.04.2023 | Запорізька обл.   | Запоріжжя       | 5В55   | 2    | влучання у приватний будинок, жертви: 2/1                                                                                      |
| 09.04.2023 | Донецька обл.     | Костянтинівка   | 5В55   | 2    | влучання в об'єкти цивільної інфраструктури                                                                                    |
| 10.04.2023 | Донецька обл.     | Краматорськ     | 5В55   | 4    | не встановлено |
| 12.04.2023 | Донецька обл.     | Слов'янськ      | 5В55   | 2    | влучання у житлові приватні та багатоповерхові будинки, школу, адміністративну будівлю                                         |
| 14.04.2023 | Донецька обл.     | Слов'янськ      | 5В55   | 7    | пошкодження 34 багатоповерхівок, 20 приватних будинків, жертви: 9/?                                                            |
| 16.04.2023 | Миколаївська обл. | Снігурівка      | 5В55   | 10   | вогонь по території населеного пункту, жертви: 2/0                                                                             |
| 16.04.2023 | Запорізька обл.   | Запорізька обл. | 5В55   | 7+   | церква, без жертв |
| 22.04.2023 | Харківська обл.   | Харків          | 5В55   | 7    | цивільна інфраструктура, приватні будинки, щонайменше 1 ракета вибухнула у повітрі                                             |
| 24.04.2023 | Донецька обл.     | Краматорськ     | 5В55   | 2    | цивільна інфраструктура, без жертв                                                                                             |
| 24.04.2023 | Донецька обл.     | Слов'янськ      | 5В55   | 2+   | цивільна інфраструктура, без жертв                                                                                             |
| 25.04.2023 | Харківська обл.   | Купʼянськ       | 5В55   | —    | влучання в приміщення музею, жертви: 1/10                                                                                      |

### Травень
Зафіксовано 18 атак та щонайменше 33 ракети.
| дата       | регіон                | місце                 | ракета                 | к-ть | влучання, загиблі/поранені                                             |
| ---------- | --------------------- | --------------------- | ---------------------- | ---- | ---------------------------------------------------------------------- |
| 01.05.2023 | Донецька обл.         | Донецька обл.         | 5В55                   | —    | не встановлено                                                         |
| 03.05.2023 | Запорізька обл.       | Запоріжжя             | 5В55                   | 2+   | внаслідок обстрілу зазнали ушкоджень 44 приватних будинки, жертви: 0/9 |
| 05.05.2023 | Донецька обл.         | Краматорськ           | 5В55                   | 2    | пошкоджено дитячий садок, коледж і житлові будинки, без жертв          |
| 07.05.2023 | Харківська обл.       | Балаклія              | 5В55                   | 2    | влучання на територію автопарку, жертви: 0/7                           |
| 09.05.2023 | Харківська обл.       | Купʼянськ             | 5В55                   | 5    | обстріл житлової забудови населених пунктів                            |
| 09.05.2023 | Донецька обл.         | Костянтинівка         | 5В55                   | 5    | обстріл житлової забудови населених пунктів                            |
| 09.05.2023 | Донецька обл.         | Краматорськ           | 5В55                   | 5    | обстріл житлової забудови населених пунктів                            |
| 09.05.2023 | Донецька обл.         | Слов'янськ            | 5В55                   | 5    | обстріл житлової забудови населених пунктів                            |
| 10.05.2023 | Донецька обл.         | Костянтинівка         | 5В55                   | 1    | цивільна інфраструктура, жертви: 0/?                                   |
| 14.05.2023 | Харківська обл.       | Харків                | 5В55                   | 1+   | цивільна інфраструктура, без жертв                                     |
| 14.05.2023 | Харківська обл.       | Золочів               | 5В55                   | 2+   | цивільна інфраструктура, без жертв                                     |
| 16.05.2023 | Київ                  | Київ                  | 48Н6 або ракетний удар | —    | не встановлено                                                         |
| 16.05.2023 | Донецька обл.         | Костянтинівка         | 5В55                   | 2    | цивільна інфраструктура                                                |
| 18.05.2023 | Харківська обл.       | Циркуни               | 5В55                   | 1    | влучання у житловий будинок, жертви: 1/2                               |
| 22.05.2023 | Дніпропетровська обл. | Дніпропетровська обл. | 5В55                   | 5    | не встановлено                                                         |
| 26.05.2023 | Харківська обл.       | Харківська обл.       | 5В55/48Н6              | 7    | не встановлено                                                         |
| 26.05.2023 | Дніпропетровська обл. | Дніпро                | 5В55/48Н6              | 7    | пошкодження житлових будинків                                          |
| 26.05.2023 | Дніпропетровська обл. | Дніпро                | 5В55                   | 2+   | влучання у лікарню та ветеринарну клініку, жертви: 5/23                |

### Червень
Зафіксовано 12 атак та щонайменше 33 ракети.
| дата       | регіон          | місце           | ракета | к-ть | влучання, загиблі/поранені                                       |
| ---------- | --------------- | --------------- | ------ | ---- | ---------------------------------------------------------------- |
| 02.06.2023 | Харківська обл. | Чугуївський р-н | 5В55   | 2    | влучання у лісовий масив, без жертв                              |
| 04.06.2023 | Харківська обл. | Чугуїв          | 5В55   | 3    | влучання на територію центру міста, без жертв                    |
| 07.06.2023 | Харківська обл. | Чугуївський р-н | 5В55   | —    | не встановлено                                                   |
| 20.06.2023 | Запорізька обл. | Запорізька обл. | 5В55   | 7    | цивільна та сільськогосподарська інфраструктура, без жертв       |
| 23.06.2023 | Запорізька обл. | Запоріжжя       | 5В55   | 2+   | сільськогосподарська інфраструктура, місця відпочинку, без жертв |
| 24.06.2023 | Харківська обл. | Харків          | 5В55   | 3    | інфраструктура, без жертв                                        |
| 26.06.2023 | Донецька обл.   | Дружківка       | 5В55   | 3    | обстріл житлових кварталів, без жертв                            |
| 27.06.2023 | Донецька обл.   | Краматорськ     | 5В55   | 1    | влучання у громадський заклад харчування, жертви: 13/60          |
| 27.06.2023 | Донецька обл.   | Біленьке        | 5В55   | 1    | влучання у житлову забудову, жертви: 0/5                         |
| 29.06.2023 | Харківська обл. | Чугуїв          | 5В55   | 6    | обстріл цивільної інфраструктури, без жертв                      |
| 29.06.2023 | Запорізька обл. | Запоріжжя       | 5В55   | 6    | обстріл цивільної інфраструктури, без жертв                      |
| 30.06.2023 | Запорізька обл. | Запоріжжя       | 5В55   | 4    | військова інфраструктура                                         |

### Липень
Зафіксовано 4 атаки та щонайменше 6 ракет.
| дата       | регіон          | місце           | ракета | к-ть | влучання, загиблі/поранені                   |
| ---------- | --------------- | --------------- | ------ | ---- | -------------------------------------------- |
| 02.07.2023 | Запорізька обл. | Комишуваха      | 5В55   | 3    | влучання у заклад освіти, без жертв          |
| 07.07.2023 | Запорізька обл. | Запоріжжя       | 5В55   | 1    | влучання в об'єкт інфраструктури, без жертв  |
| 15.07.2023 | Запорізька обл. | Запорізька обл. | 5В55   | 2+   | не встановлено                               |
| 31.07.2023 | Харківська обл. | Харків          | 5В55   | 1+   | влучання у складські приміщення, жертви: 0/1 |

### Серпень
Зафіксовано 8 атак та щонайменше 18 ракет.
| дата       | регіон                | місце           | ракета | к-ть | влучання, загиблі/поранені                                  |
| ---------- | --------------------- | --------------- | ------ | ---- | ----------------------------------------------------------- |
| 02.08.2023 | Донецька обл.         | Слов'янськ      | 5В55   | 2+   | обстріл житлових кварталів                                  |
| 05.08.2023 | Запорізька обл.       | Запоріжжя       | 5В55   | —    | влучання у промислові приміщення, без жертв                 |
| 05.08.2023 | Запорізька обл.       | Комишуваха      | 5В55   | —    | влучання в об'єкт інфраструктури, без жертв                 |
| 07.08.2023 | Запорізька обл.       | Запоріжжя       | 5В55   | —    | не встановлено                                              |
| 11.08.2023 | Донецька обл.         | Краматорськ     | 5В55   | 2    | обстріл житлових міста, у тому числі 44-х житлових будинків |
| 14.08.2023 | Запорізька обл.       | Степне          | 5В55   | 3    | житлові будинки, жертви: 2/1                                |
| 15.08.2023 | Дніпропетровська обл. | Дніпро          | 5В55   | 8    | влучання у підприємство і спортивний об'єкт, жертви: 0/2    |
| 15.08.2023 | Запорізька обл.       | Запорізька обл. | 5В55   | 8    | не встановлено                                              |

### Вересень
Зафіксовано 3 атаки та щонайменше 12 ракет.
| дата       | регіон          | місце         | ракета | к-ть | влучання, загиблі/поранені                                                                    |
| ---------- | --------------- | ------------- | ------ | ---- | --------------------------------------------------------------------------------------------- |
| 06.09.2023 | Донецька обл.   | Костянтинівка | 5В55   | —    | влучання у центральний ринок, жертви: 17/32                                                   |
| 16.09.2023 | Харківська обл. | Харків        | 5В55   | 5    | влучання у підприємства міста, жертви: 0/6                                                    |
| 21.09.2023 | Харківська обл. | Харків        | 5В55   | 6    | пошкоджено низку складських приміщень, промислових будівель та житлових будинків, жертви: 0/3 |

### Жовтень
Зафіксовано 8 атак та щонайменше 25 ракет.
| дата       | регіон          | місце           | ракета | к-ть | влучання, загиблі/поранені                                                                                      |
| ---------- | --------------- | --------------- | ------ | ---- | --- |
| 01.10.2023 | Донецька обл.   | Дружківка       | 5В55   | 2+   | пошкоджено п'ятнадцять приватних будинків, дві багатоповерхівки та об'єкт критичної інфраструктури, жертви: 0/5 |
| 07.10.2023 | Харківська обл. | Пересічне       | 5В55   | 3    | влучання ракети С-300 поблизу житлових будинків, жертви: 0/3                                                    |
| 15.10.2023 | Запорізька обл. | Запоріжжя       | 5В55   | 3    | влучання інфраструктурні об’єкти, без жертв                                                                     |
| 17.10.2023 | Донецька обл.   | Донецька обл.   | 5В55   | 2    | не встановлено                                                                                                  |
| 18.10.2023 | Запорізька обл. | Запоріжжя       | 5В55   | 6    | влучання у багатоповерхівку, жертви: 5/5                                                                        |
| 19.10.2023 | Донецька обл.   | Донецька обл.   | 5В55   | 1    | не встановлено                                                                                                  |
| 21.10.2023 | Харківська обл. | Харківський р-н | 5В55   | 8    | щонайменше дві російські ракети влучили по будівлі терміналу «Нової пошти», жертви: 6/14                        |
| 21.10.2023 | схід України    | схід України    | 5В55   | 8    | всього зафіксовано вісім пусків ракет С-300 із Бєлгородської області та ТОТ Донеччини                           |

### Листопад
Зафіксовано 8 атак та щонайменше 24 ракети.
| дата       | регіон          | місце           | ракета | к-ть | влучання, загиблі/поранені |
| ---------- | --------------- | --------------- | ------ | ---- | --- |
| 11.11.2023 | Харківська обл. | Харківська обл. | 5В55   | 1    | не встановлено |
| 12.11.2023 | Харківська обл. | Харків          | 5В55   | 2    | пошкодження цивільної інфраструктури                                                                                                 |
| 15.11.2023 | Донецька обл.   | Селидове        | 5В55   | 4    | влучання у багатоповерхівку, жертви: 2/3+                                                                                            |
| 16.11.2023 | Харківська обл. | Чугуївський р-н | 5В55   | 7    | не встановлено, без жертв |
| 20.11.2023 | Донецька обл.   | Селидове        | 5В55   | 4    | руйнувань та пошкоджень зазнали Центральна міська лікарня, будівля шахти «Котляревська» та інша цивільна інфраструктура, жертви: 3/8 |
| 30.11.2023 | Донецька обл.   | Покровськ       | 5В55   | 6    | один із снарядів вибухнув на подвір’ї будинку, де мешкала родина з двома дітьми, жертви: 0/5+                                        |
| 30.11.2023 | Донецька обл.   | Новогродівка    | 5В55   | 6    | влучання у багатоповерховий будинок, жертви: 3/5+                                                                                    |
| 30.11.2023 | Донецька обл.   | Мирноград       | 5В55   | 6    | відомо про обстріл житлової забудови                                                                                                 |

### Грудень
Зафіксовано 15 атак та щонайменше 45 ракет.
| дата       | регіон                | місце           | ракета          | к-ть | влучання, загиблі/поранені                                                                        |
| ---------- | --------------------- | --------------- | --------------- | ---- | ------------------------------------------------------------------------------------------------- |
| 05.12.2023 | Херсонська обл.       | Херсонська обл. | 5В55            | 2    | обстріл цивільної інфраструктури                                                                  |
| 05.12.2023 | Донецька обл.         | Селидове        | 5В55            | 4    | внаслідок обстрілу пошкоджено 4 багатоповерхових будинки, 7 адміністративних будівель             |
| 08.12.2023 | Харківська обл.       | Харків          | 5В55            | 6    | влучання у житлову та цивільну забудову, жертви: 0/2                                              |
| 09.12.2023 | Харківська обл.       | Великий Бурлук  | 5В55            | 2    | відомо про обстріл населеного пункту                                                              |
| 14.12.2023 | Миколаївська обл.     | Снігурівка      | 5В55            | 6    | зафіксовано влучання ракети С-300 по відкритій території поза межами населеного пункту, без жертв |
| 14.12.2023 | Херсонська обл.       | Миролюбівка     | 5В55            | 6    | зруйновано будівлю амбулаторії, приватний будинок, гараж, жертви: 1/0                             |
| 20.12.2023 | Харківська обл.       | Харків          | 5В55            | 2    | наслідки влучання не встановлені, без жертв                                                       |
| 23.12.2023 | Дніпропетровська обл. | Кривий Ріг      | 5В55/48Н6       | —    | наслідки влучання не встановлені, без жертв                                                       |
| 23.12.2023 | Кіровоградська обл.   | Кропивницький   | 5В55/48Н6       | —    | наслідки влучання не встановлені, без жертв                                                       |
| 29.12.2023 | Запорізька обл.       | Запоріжжя       | 5В55/48Н6/9М723 | 14   | влучання у промислову і житлову забудову міста, жертви: 9/13                                      |
| 29.12.2023 | Харківська обл.       | Харків          | 5В55/48Н6/9М723 | 14   | влучання у промислову і житлову забудову міста, медзаклади, жертви: 3/13                          |
| 30.12.2023 | Харківська обл.       | Харків          | 5В55            | 6    | цивільна інфраструктура, готель Kharkiv Palace, жертви 0/20+                                      |
| 30.12.2023 | Донецька обл.         | Селидове        | 5В55            | 2+   | влучання у житлову забудову, жертви: 1/6                                                          |
| 31.12.2023 | Харківська обл.       | Чугуїв          | 5В55            | 2+   | пошкоджено цивільну інфраструктуру, без жертв                                                     |
| 31.12.2023 | Донецька обл.         | Покровськ       | 5В55            | 7    | влучання по цивільній забудові, жертви: 0/2+                                                      |

## 2024

### Січень
- Обстріл Покровська 6 січня 2024

Зафіксовано 32 атаки та щонайменше 80 ракет.
| дата       | регіон            | місце            | ракета | к-ть | влучання, загиблі/поранені |
| ---------- | ----------------- | ---------------- | ------ | ---- | --- |
| 01.01.2024 | Харківська обл.   | Харківська обл.  | 5В55   | 4    | не встановлено |
| 02.01.2024 | Харківська обл.   | Харків           | 5В55   | 4    | обстріл житлової інфраструктури, жертви: 1/41 |
| 02.01.2024 | Україна           | Україна          | 5В55   | 8    | не встановлено |
| 03.01.2024 | Миколаївська обл. | Снігурівка       | 5В55   | 3    | цивільна інфраструктура, жертви: 0/4 |
| 03.01.2024 | Харківська обл.   | Харків           | 5В55   | 2    | цивільна інфраструктура, без жертв |
| 04.01.2024 | Донецька обл.     | Курахове         | 5В55   | 5    | ракети пошкодили щонайменше чотири багатоквартирних будинки, дитячий садок, школа, кафе, профілакторій, адмінбудівлі, без жертв                  |
| 06.01.2024 | Донецька обл.     | Покровськ        | 5В55   | 8    | влучання по двом житловим будинкам у Покровську та одному у селі Рівне Покровського району, жертви: 12/10                                        |
| 06.01.2024 | Донецька обл.     | Рівне            | 5В55   | 8    | влучання по двом житловим будинкам у Покровську та одному у селі Рівне Покровського району, жертви: 12/10                                        |
| 07.01.2024 | Харківська обл.   | Харків           | 5В55   | 2    | відомо про обстріл житлової інфраструктури, без жертв                                                                                            |
| 07.01.2024 | Харківська обл.   | Вовчанськ        | 5В55   | 1+   | відомо про обстріл житлової інфраструктури, без жертв                                                                                            |
| 08.01.2024 | Харківська обл.   | Харків           | 5В55   | 7    | влучання по закладу профтех освіти, пошкоджена будівля залізниці, жертви: 0/2                                                                    |
| 08.01.2024 | Харківська обл.   | Зміїв            | 5В55   | 7    | обстріл приватних житлових будинків, жертви: 2/2                                                                                                 |
| 09.01.2024 | Харківська обл.   | Харків           | 5В55   | 2    | пошкоджений дитячий оздоровчий центр, без жертв                                                                                                  |
| 10.01.2024 | Харківська обл.   | Харків           | 5В55   | 2    | увечері 10 січня російські окупаційні війська завдали ударів по центральній частині Харкова, дві ракети поцілили в готелі, жертви: 0/11          |
| 13.01.2024 | Сумська обл.      | Велика Писарівка | 5В55   | 4    | пошкоджено низку об'єктів цивільної інфраструктури та 10 приватних будинків                                                                      |
| 13.01.2024 | Україна           | Україна          | 5В55   | 3    | наслідки влучання не встановлені |
| 17.01.2024 | Харківська обл.   | Харків           | 5В55   | 2    | ракетний удар по житловій інфраструктурі в середмісті Харкова, жертви: 0/15+                                                                     |
| 18.01.2024 | Харківська обл.   | Чугуїв           | 5В55   | 2    | відомо про влучання по цивільним об'єктам, жертви: 1/0                                                                                           |
| 20.01.2024 | Донецька обл.     | Новогродівка     | 5В55   | 3    | пошкоджені житлові будинки, будівля школи та дитячого садочка, а також адмінбудівля, жертви: 0/2                                                 |
| 23.01.2024 | Харківська обл.   | Харків           | 5В55   | 2    | обстріл житлової забудови у Київському та Салтівському районах міста Харкова, жертви: 3/42                                                       |
| 23.01.2024 | Харківська обл.   | Балаклія         | 5В55   | 2    | внаслідок ракетного удару зазнали пошкоджень об'єкт цивільної інфраструктури, багатоквартирний житловий будинок та приватні будинки, жертви: 0/2 |
| 23.01.2024 | Харківська обл.   | Харків           | 5В55   | 2    | повторний обстріл центру Харкова (другий обстріл з С-300 (і третій загалом) за добу 23 січня 2024, влучання у житлову забудову, жертви: 0/9      |
| 24.01.2024 | Харківська обл.   | Харківський р-н  | 5В55   | 4    | обстріл житлової забудови у сільській місцевості, жертви: 0/2                                                                                    |
| 24.01.2024 | Харківська обл.   | Чугуївський р-н  | 5В55   | 4    | обстріл житлової забудови у сільській місцевості, жертви: 0/2                                                                                    |
| 25.01.2024 | Донецька обл.     | Дружківка        | 5В55   | 2    | зруйновано 3 приватні будинки, ще 10 пошкоджено                                                                                                  |
| 26.01.2024 | Донецька обл.     | Мирноград        | 5В55   | 4    | пошкоджено 7 багатоквартирних будинків, дитячий садок, школа, магазин, 29 цивільних автомобілів, жертви: 0/6                                     |
| 26.01.2024 | Донецька обл.     | Новогродівка     | 5В55   | 4    | пошкоджено 2 багатоквартирних і 10 приватних будинків, лікарню, крамницю, гаражі, автомобілі, без жертв                                          |
| 26.01.2024 | Херонська обл.    | Херсон           | 5В55   | 4    | пошкоджено дитячий садок, багатоповерхівку та будівлю торговельного центру, жертви: 0/1                                                          |
| 26.01.2024 | Херонська обл.    | Антонівка        | 5В55   | 4    | обстріл Антонівки із С-300 згаданий у зведенні генштабу                                                                                          |
| 28.01.2024 | Донецька обл.     | Мирноград        | 5В55   | 3    | обстріл ракетами житлового масиву, жертви: 0/3                                                                                                   |
| 29.01.2024 | Донецька обл.     | Мирноград        | 5В55   | 3    | пошкоджень зазнали дитячий садочок та щонайменше п'ятнадцять приватних будинків, найбільше зруйнований ще один навчальний заклад, без жертв      |
| 30.01.2024 | Донецька обл.     | Донецька обл.    | 5В55   | 2    | не встановлено |
| 30.01.2024 | Донецька обл.     | Покровськ        | 5В55   | 2    | пошкоджений промисловий об'єкт, житлові будинки, авто, жертви: 0/1                                                                               |

### Лютий
Зафіксовано 18 атак та щонайменше 36 ракет.
| дата       | регіон          | місце         | ракета          | к-ть | влучання, загиблі/поранені |
| ---------- | --------------- | ------------- | --------------- | ---- | --- |
| 07.02.2024 | Харківська обл. | Харків        | 5В55            | 5    | близько 6.00 ранку ворог завдав ракетні удари по Слобідському району Харкова, пошкоджено будівлі цивільних підприємств, жертви: 0/3                           |
| 08.02.2024 | Донецька обл.   | Селидове      | 5В55            | 4    | під вогнем окупантів вкотре опинилась житлова забудова, де поряд з приватним сектором знаходяться багатоквартирні будинки, жертви: 1/7                        |
| 11.02.2024 | Харківська обл. | Люботин       | 5В55            | 1    | о 23:32, ворог атакував Люботин Харківського району, влучання у приватні будинки, міську поліклініку, фітнес-клуб та навчально-виробничий комбінат, без жертв |
| 12.02.2024 | Харківська обл. | Слобожанське  | 5В55            | 1    | після опівночі ворог обстріляв з С-300 Слобожанське Харківського району, без жертв                                                                            |
| 12.02.2024 | Донецька обл.   | Селидове      | 5В55            | 3    | після опівночі 12 лютого російські війська вдарили ракетами у приватний сектор міста, жертви: 0/3                                                             |
| 13.02.2024 | Донецька обл.   | Селидове      | 5В55            | 2+   | в ніч з 13 на 14 лютого завдано щонайменше двох ударів по житловій багатоповерхівці та лікарні, жертви: 3/12                                                  |
| 14.02.2024 | Донецька обл.   | Селидове      | 5В55            | 2+   | в ніч з 13 на 14 лютого завдано щонайменше двох ударів по житловій багатоповерхівці та лікарні, жертви: 3/12                                                  |
| 15.02.2024 | Харківська обл. | Чугуїв        | 5В55            | 2    | зруйновані приватні будинки, жертви: 1/0 |
| 18.02.2024 | Донецька обл.   | Соловйове     | 5В55            | 2    | пошкоджено 8 приватних осель |
| 18.02.2024 | Донецька обл.   | Селидове      | 5В55            | 2    | руйнувань зазнали багатоквартирний і 7 приватних будинків, школа, спорткомплекс                                                                               |
| 18.02.2024 | Донецька обл.   | Малинівка     | 5В55            | 1    | освітній заклад |
| 18.02.2024 | Донецька обл.   | Донецька обл. | 5В55            | 1    | не встановлено |
| 20.02.2024 | Україна         | Україна       | 5В55/48Н6/9М723 | 2    | подробиці не встановлені |
| 21.02.2024 | Україна         | Україна       | 5В55            | 1    | не встановлено |
| 23.02.2024 | Донецька обл.   | Донецька обл. | 5В55            | 3    | не встановлено |
| 25.02.2024 | Донецька обл.   | Костянтинівка | 5В55            | 2+   | зруйнувано залізничний вокзал, а також адмінбудівлі, приватні та багатоквартирні будинки, жертви: 0/1                                                         |
| 25.02.2024 | Харківська обл. | Пісочин       | 5В55            | 2    | уражено два ангари з зерном, пошкоджені трактори та вантажні автомобілі                                                                                       |
| 28.02.2024 | Україна         | Україна       | 5В55            | 2+   | не встановлено |

### Березень
Зафіксовано 34 атаки та щонайменше 98 ракет.
| дата       | регіон          | місце             | ракета | к-ть | влучання, загиблі/поранені |
| ---------- | --------------- | ----------------- | ------ | ---- | --- |
| 01.03.2024 | Донецька обл.   | Костянтинівка     | 5В55   | 4    | у Костянтинівці пошкоджено відділ поліції, лікарню, два дитячі садки, адмінбудівлю, два підприємства, 5 багатоквартирних та 3 приватні будинки, без жертв |
| 01.03.2024 | Донецька обл.   | Донецька обл.     | 5В55   | 1    | у Костянтинівці пошкоджено відділ поліції, лікарню, два дитячі садки, адмінбудівлю, два підприємства, 5 багатоквартирних та 3 приватні будинки, без жертв |
| 02.03.2024 | Харківська обл. | Липці             | 5В55   | 1    | пошкоджено житлові будинки та автомобілі, без жертв |
| 03.03.2024 | Донецька обл.   | Мирноград         | 5В55   | 4    | обстріл житлової забудови міста, жертви: 0/3 |
| 03.03.2024 | Донецька обл.   | Покровськ         | 5В55   | 2+   | пошкоджено 9 багатоквартирних будинків, три приватних домогосподарства та два заклади освіти, жертви: 0/3                                                 |
| 06.03.2024 | Донецька обл.   | Покровськ         | 5В55   | 4    | внаслідок нічного удару пошкоджені 11 багатоповерхівок, 3 приватні будинки і 3 адмінбудівлі, жертви: 0/1                                                  |
| 06.03.2024 | Донецька обл.   | Донецька обл.     | 5В55   | 1    | внаслідок нічного удару пошкоджені 11 багатоповерхівок, 3 приватні будинки і 3 адмінбудівлі, жертви: 0/1                                                  |
| 08.03.2024 | Харківська обл. | Чугуїв            | 5В55   | 1    | пошкоджено девʼятиповерховий житловий будинок, автовокзал, готель, магазини, автомобілі, жертви: 0/7                                                      |
| 08.03.2024 | Донецька обл.   | Мирноград         | 5В55   | 2    | пошкоджені підприємство, лікарня, щонайменше 10 багатоквартирних будинків, торговельний об’єкт, жертви: 0/1                                               |
| 08.03.2024 | Донецька обл.   | Новогродівка      | 5В55   | 2    | пошкоджені щонайменше 64 приватні домоволодіння, 4 адмінбудівлі, медзаклад, 4 двоповерхові житлові будинки, жертви: 0/2                                   |
| 10.03.2024 | Харківська обл. | Харківська обл.   | 5В55   | 4    | не встановлено |
| 10.03.2024 | Донецька обл.   | Донецька обл.     | 5В55   | 4    | не встановлено |
| 12.03.2024 | Харківська обл. | Харків            | 5В55   | 3    | було повідомлено про влучання по старих ангарах, без жертв                                                                                                |
| 12.03.2024 | Донецька обл.   | Селидове          | 5В55   | 6    | пошкоджено щонайменше 18 приватних та 14 багатоповерхових будинків, адмінбудівлі, гаражі, авто, жертви: 0/2                                               |
| 14.03.2024 | Харківська обл. | Харків            | 5В55   | 1    | пошкодження нежитлових цивільних приміщень, без жертв |
| 15.03.2024 | Харківська обл. | Харківська обл.   | 5В55   | 7    | вночі було завдано удару 7-ма зенітними керованими ракетами С-300/С-400 по Харківщині та Донеччині                                                        |
| 15.03.2024 | Донецька обл.   | Донецька обл.     | 5В55   | 7    | вночі було завдано удару 7-ма зенітними керованими ракетами С-300/С-400 по Харківщині та Донеччині                                                        |
| 15.03.2024 | Донецька обл.   | Мирноград         | 5В55   | 7    | вночі було завдано удару 7-ма зенітними керованими ракетами С-300/С-400 по Харківщині та Донеччині                                                        |
| 15.03.2024 | Донецька обл.   | Слов'янськ        | 5В55   | 7    | пошкоджені промислова будівля і три вантажівки |
| 16.03.2024 | Донецька обл.   | Мирноград         | 5В55   | 3    | зазнали руйнувань 8 багатоквартирних будинків, адмінбудівлі, магазини                                                                                     |
| 17.03.2024 | Харківська обл. | Бугаївка          | 5В55   | 1    | влучання у пункт розташування швидкої медичної допомоги, пошкодження житлового будинку, жертви: 0/2                                                       |
| 17.03.2024 | Харківська обл. | Харківська обл.   | 5В55   | 4    | не встановлено |
| 17.03.2024 | Донецька обл.   | Донецька обл.     | 5В55   | 4    | не встановлено |
| 18.03.2024 | Харківська обл. | Харківська обл.   | 5В55   | 5    | не встановлено |
| 18.03.2024 | Харківська обл. | Малинівка         | 5В55   | 3    | відомо про влучання на територію підприємства, пошкоджені ворота, вікна та двері будівлі, без жертв                                                       |
| 19.03.2024 | Донецька обл.   | Селидове          | 5В55   | 2    | пошкоджено 24 приватних домоволодіння, жертви: 0/4 |
| 21.03.2024 | Донецька обл.   | Михайлівка        | 5В55   | 2    | ворог вдарив по агрофірмі, пошкодив 6 будівель і 10 одиниць техніки                                                                                       |
| 21.03.2024 | Донецька обл.   | Селидове          | 5В55   | 2    | руйнувань зазнали 11 будинків, адмінбудівля, магазин, гараж і транспорт                                                                                   |
| 22.03.2024 | Харківська обл. | Харків            | 5В55   | 22   | масований ракетний обстріл об'єктів енергетичної інфраструктури                                                                                           |
| 22.03.2024 | Харківська обл. | Харківська обл.   | 5В55   | 22   | масований ракетний обстріл об'єктів енергетичної інфраструктури                                                                                           |
| 26.03.2024 | Донецька обл.   | Донецька обл.     | 5В55   | 2    | не встановлено |
| 27.03.2024 | Донецька обл.   | Лиман             | 5В55   | 1    | зруйнувано приватний будинок, без жертв |
| 27.03.2024 | Донецька обл.   | Новогродівка      | 5В55   | 2    | пошкоджено два приватних будинки, банківське відділення, інфраструктура підприємства, жертви: 2/1                                                         |
| 28.03.2024 | Донецька обл.   | Донецька обл.     | 5В55   | 1    | не встановлено |
| 30.03.2024 | Донецька обл.   | Донецька обл.     | 5В55   | 4    | не встановлено |
| 31.03.2024 | Херонська обл.  | Бериславський р-н | 5В55   | 1    | пошкоджені приватні будинки та лінії електропередач, жертви: 0/2                                                                                          |

### Квітень
Зафіксовано 20 атак та щонайменше 58 ракет.
| дата       | регіон          | місце           | ракета | к-ть | влучання, загиблі/поранені |
| ---------- | --------------- | --------------- | ------ | ---- | --- |
| 01.04.2024 | Харківська обл. | Люботин         | 5В55   | 5    | пошкоджений об'єкт цивільної інфраструктури |
| 01.04.2024 | Запорізька обл. | Запорізька обл. | 5В55   | 5    | не встановлено |
| 01.04.2024 | Донецька обл.   | Дружківка       | 5В55   | 5    | пошкоджено палац культури, адмінбудівлі та цехи заводів                                                                                              |
| 03.04.2024 | Донецька обл.   | Селидове        | 5В55   | 5    | пошкоджено 7 адмінбудівель, 12 багатоповерхових та 8 приватних житлових будинків                                                                     |
| 03.04.2024 | Сумська обл.    | Краснопілля     | 5В55   | 1    | обстріл житлової забудови, жертви: 1/2 |
| 05.04.2024 | Харківська обл. | Коротич         | 5В55   | 2    | пошкоджена сільгосптехніка два приватні будинки, автомобіль, жертви: 1/2                                                                             |
| 05.04.2024 | Запорізька обл. | Запоріжжя       | 5В55   | 2+   | пошкоджений (у тому числі іншою зброєю) дитячий садок, декілька закладів торгівлі, багатоповерхові та приватні будинки, повторний удар, жертви: 4/23 |
| 06.04.2024 | Україна         | Україна         | 5В55   | 3    | не встановлено |
| 07.04.2024 | Харківська обл. | Харків          | 5В55   | 1    | пошкоджені багатоквартирні будинки , виробниче підприємство, автомобілі                                                                              |
| 09.04.2024 | Донецька обл.   | Донецька обл.   | 5В55   | 4    | не встановлено |
| 09.04.2024 | Сумська обл.    | Охтирський р-н  | 5В55   | 2    | не встановлено |
| 11.04.2024 | Харківська обл. | Харків          | 5В55   | 12   | у ході масованого ракетного удару, з комплексів С-300 були обстріляні об'єкти енергетики у місті та області                                          |
| 11.04.2024 | Харківська обл. | Харківський р-н | 5В55   | 12   | у ході масованого ракетного удару, з комплексів С-300 були обстріляні об'єкти енергетики у місті та області                                          |
| 14.04.2024 | Донецька обл.   | Селидове        | 5В55   | 4    | пошкоджено 2 приватних житлових будинків та господарча споруда                                                                                       |
| 15.04.2024 | Харківська обл. | Чугуїв          | 5В55   | 4    | влучання у відкритій місцевості, без жертв |
| 20.04.2024 | Україна         | Україна         | 5В55   | 2    | не встановлено |
| 22.04.2024 | Донецька обл.   | Українськ       | 5В55   | 1    | зруйновано 2 та пошкоджено 5 будівель підприємства критичної інфраструктури                                                                          |
| 22.04.2024 | Донецька обл.   | Селидове        | 5В55   | 2    | частково зруйновано адмінбудівлю навчального корпусу, пошкоджено 4 п'ятиповерхових житлових будинків                                                 |
| 24.04.2024 | Харківська обл. | Харків          | 5В55   | 2    | обстріл житлових багатоповерхівок Шевченківського району міста Харкова, жертви: 0/2                                                                  |
| 27.04.2024 | Україна         | Україна         | 5В55   | 2    | не встановлено |
| 28.04.2024 | Україна         | Україна         | 5В55   | 1    | не встановлено |

### Травень
Зафіксовано 13 атак та щонайменше 43 ракети.
| дата       | регіон                | місце                 | ракета      | к-ть | влучання, загиблі/поранені |
| ---------- | --------------------- | --------------------- | ----------- | ---- | --- |
| 03.05.2024 | Харківська обл.       | Чугуїв                | 5В55        | 2    | було завдано удару по критичній інфраструктурі, пошкоджено будівлі та багатоквартирний будинок, жертви: 0/3                                                          |
| 04.05.2024 | Харківська обл.       | Харків                | 5В55        | 4    | обстріляні виробничі приміщення мʼясокомбінату |
| 10.05.2024 | Харківська обл.       | Харків                | 48Н6        | 1    | пряме влучання ворожої ракети у приватний житловий сектор, загорілись будинки, прилеглі приватні домоволодіння та господарчі споруди зазнали пошкоджень, жертви: 0/2 |
| 10.05.2024 | Харківська обл.       | Харківська обл.       | 5В55        | 1    | не встановлено |
| 13.05.2024 | Донецька обл.         | Селидове              | 5В55        | 2+   | внаслідок обстрілу пошкоджено багатоповерхові житлові будинки та заклад освіти                                                                                       |
| 13.05.2024 | Донецька обл.         | Новогродівка          | 5В55        | 2+   | зруйновано або пошкоджено господарчі споруди, 9 багатоквартирних та 3 приватних житлових будинків, авто                                                              |
| 13.05.2024 | Донецька обл.         | Покровськ             | 5В55        | 1+   | зруйновано або пошкоджено господарчі споруди, 9 багатоквартирних та 3 приватних житлових будинків, авто                                                              |
| 13.05.2024 | РФ, Бєлгородська обл. | РФ, Бєлгородська обл. | 5В55/48Н6ДМ | 1    | відомо про влучання у житловий багатоповерховий будинок, на руїнах якого знайшли уламки зенітної ракети 5В55/48Н6ДМ комплексу С-300/C-400, жертви: 15/17             |
| 16.05.2024 | Харківська обл.       | Чугуїв                | 5В55        | 2    | пошкоджено 10 житлових будинків |
| 23.05.2024 | Харківська обл.       | Харків                | 5В55        | 15   | удари по транспортній інфраструктурі та комунальному підприємству життєзабезпечення міста, а також по приватній друкарні                                             |
| 23.05.2024 | Харківська обл.       | Люботин               | 5В55        | 15   | обстріл цивільної інфраструктури |
| 30.05.2024 | Харківська обл.       | Харків                | 5В55        | 8    | влучання у інфраструктурний об'єкт, пошкоджені житлові будинки, жертви: 0/6                                                                                          |
| 30.05.2024 | Харківська обл.       | Мала Данилівка        | 5В55        | 8    | влучання у житловий мікрорайон, магазини, медичний заклад, приміщення бібліотеки, спортивної школи                                                                   |
| 31.05.2024 | Харківська обл.       | Харків                | 5В55        | 5    | руйнувань зазнав 5-поверховий житловий будинок та інші будівлі, жертви: 4/25                                                                                         |

### Червень
Зафіксовано 2 атаки та щонайменше 2 ракети.
| дата       | регіон         | місце        | ракета | к-ть | влучання, загиблі/поранені |
| ---------- | -------------- | ------------ | ------ | ---- | --- |
| 02.06.2024 | схід України   | схід України | 5В55   | 1    | не встановлено |
| 07.06.2024 | Луганська обл. | Луганськ     | 5В55   | 1+   | при спробі збити українські ракети MGM-140 ATACMS що атакували російську казарму у Луганську, російська ракета з комплексу С-300 влучила у житловий будиок, жертви: 0/35 |

У липні не було зафіксовано наземних атак з комплексів С-300/С-400.

### Серпень
Зафіксовано 7 атак та щонайменше 18 ракет.
| дата       | регіон          | місце           | ракета | к-ть | влучання, загиблі/поранені                                                                           |
| ---------- | --------------- | --------------- | ------ | ---- | --- |
| 03.08.2024 | Донецька обл.   | Покровськ       | 5В55   | 2    | зафіксовано ураження житлових багатоповерхівок, приватних будинків та комерційної нерухомості        |
| 04.08.2024 | Харківська обл. | Харківська обл. | 5В55   | 2    | не встановлено                                                                                       |
| 12.08.2024 | Донецька обл.   | Покровськ       | 5В55   | 6    | зазнали руйнувань 7 приватних домоволодінь, 6 багатоповерхівок та промислові об’єкти                 |
| 12.08.2024 | Донецька обл.   | Рівне           | 5В55   | 4    | пошкоджено 2 інфраструктурні об'єкти, адмінбудівлю та підприємства                                   |
| 12.08.2024 | Донецька обл.   | Гришине         | 5В55   | 4    | пошкоджено 2 інфраструктурні об'єкти, адмінбудівлю та підприємства                                   |
| 31.08.2024 | Донецька обл.   | Покровськ       | 5В55   | 4    | пошкоджені будинки в центрі міста, зруйновано готель, також руйнувань зазнав інфраструктурний об’єкт |
| 31.08.2024 | Донецька обл.   | Донецька обл.   | 5В55   | 4    | не встановлено                                                                                       |

### Вересень
Зафіксовано 6 атаки та щонайменше 15 ракет.
| дата       | регіон          | місце           | ракета | к-ть | влучання, загиблі/поранені                                                                   |
| ---------- | --------------- | --------------- | ------ | ---- | -------------------------------------------------------------------------------------------- |
| 01.09.2024 | Харківська обл. | Харків          | 5В55   | 3    | ураження багатоповерхових житлових будинків, дитячих майданчиків, Палацу спорту              |
| 02.09.2024 | Україна         | Україна         | 5В55   | 4    | не встановлено                                                                               |
| 02.09.2024 | Київ            | Київ            | 48Н6ДМ | 2+   | відомо про перехоплені ракети 48Н6ДМ українською ППО під час атаки 2 вересня по Києву        |
| 11.09.2024 | Донецька обл.   | Добропілля      | 5В55   | 2    | пошкоджено житлові будинки та господарські споруди                                           |
| 19.09.2024 | Харківська обл. | Харків          | 5В55   | 3    | відомо про авіабомбові удари керованими бомбами та С-300 по цивільній інфраструктурі Харкова |
| 25.09.2024 | Харківська обл. | Харківська обл. | 5В55   | 1    | не встановлено                                                                               |

### Жовтень
Зафіксовано 4 атаки та щонайменше 12 ракет.
| дата       | регіон            | місце         | ракета | к-ть | влучання, загиблі/поранені                                                                                                |
| ---------- | ----------------- | ------------- | ------ | ---- | --- |
| 10.10.2024 | Донецька обл.     | Дружківка     | 5В55   | 3    | були уражені цивільні та критично важливі об’єкти інфраструктури, пошкоджено житлові багатоповерхівки                     |
| 11.10.2024 | Сумська обл.      | Суми          | 5В55   | 1    | влучання у багатоповерховий житловий будинок                                                                              |
| 15.10.2024 | Миколаївська обл. | Миколаїв      | 5В55   | 7    | обстріл пошкодив інфраструктурний об'єкт, ресторанний комплекс, торгові павільйони, житлові будинки та авто, жертви: 1/23 |
| 16.10.2024 | Донецька обл.     | Донецька обл. | 5В55   | 1    | не встановлено |

### Листопад
Зафіксовано 6 атак та щонайменше 9 ракет.
| дата       | регіон          | місце           | ракета | к-ть | влучання, загиблі/поранені |
| ---------- | --------------- | --------------- | ------ | ---- | --- |
| 12.11.2024 | Харківська обл. | Харків          | 5В55   | 1    | внаслідок влучання у багатоквартирних житлових будинках були вибиті вікна та пошкоджені фасади, жертви: 0/3                    |
| 13.11.2024 | Сумська обл.    | Сумська обл.    | 5В55   | 2    | не встановлено |
| 16.11.2024 | Харківська обл. | Харківська обл. | 5В55   | 1    | не встановлено |
| 20.11.2024 | Харківська обл. | Харківська обл. | 5В55   | 1    | не встановлено |
| 25.11.2024 | Харківська обл. | Харків          | 5В55   | 1    | приліт був у Київському районі, у дворах житлових багатоповерхівок, пошкоджено понад 40 будинків та будівлю ЦНАП, жертви: 0/26 |
| 28.11.2024 | Харківська обл. | Харківська обл. | 5В55   | 3    | зафіксовано три удари по Харківщині під час масованого ракетного обстрілу України 28 листопада 2024                            |

### Грудень
Зафіксовано 5 атак та щонайменше 18 ракет.
| дата       | регіон          | місце           | ракета    | к-ть | влучання, загиблі/поранені                       |
| ---------- | --------------- | --------------- | --------- | ---- | ------------------------------------------------ |
| 15.12.2024 | Україна         | Україна         | 5В55      | 1    | не встановлено                                   |
| 21.12.2024 | Полтавська обл. | Полтавська обл. | 5В55/48Н6 | 1    | пустир                                           |
| 25.12.2024 | Харківська обл. | Харків          | 5В55      | 10   | удар по цивільній та енергетичній інфраструктурі |
| 29.12.2024 | Сумська обл.    | Сумська обл.    | 5В55      | 6    | не встановлено                                   |
| 29.12.2024 | Курська обл.    | Курська обл.    | 5В55      | 6    | не встановлено                                   |

## 2025

### Січень
Зафіксовано 2 атаки та щонайменше 4 ракети.
| дата       | регіон            | місце             | ракета      | к-ть | влучання, загиблі/поранені               |
| ---------- | ----------------- | ----------------- | ----------- | ---- | ---------------------------------------- |
| 01.01.2025 | Миколаївська обл. | Миколаївська обл. | 5В55/48Н6ДМ | 3    | ракети вибухнули в повітрі               |
| 14.02.2025 | Миколаївська обл. | Баштанський р-н   | 5В55/48Н6ДМ | 1    | пошкоджено близько 20 приватних будинків |

У лютому не було зафіксовано наземних атак з комплексів С-300/С-400.

### Березень
Зафіксовано 3 атаки та щонайменше 9 ракет.
| дата       | регіон              | місце               | ракета | к-ть | влучання, загиблі/поранені               |
| ---------- | ------------------- | ------------------- | ------ | ---- | ---------------------------------------- |
| 05.03.2025 | північ-схід України | північ-схід України | 5В55   | 1    | не встановлено                           |
| 07.03.2025 | Україна             | Україна             | 5В55   | 4    | атаковані об'єкти газової інфраструктури |
| 19.03.2025 | Україна             | Україна             | 5В55   | 4    | не встановлено                           |

### Квітень
Зафіксовано 1 атаку та щонайменше 3 ракети.
| дата       | регіон  | місце   | ракета | к-ть | влучання, загиблі/поранені |
| ---------- | ------- | ------- | ------ | ---- | -------------------------- |
| 17.04.2025 | Україна | Україна | 5В55   | 3    | не встановлено             |

### Травень
Зафіксовано 1 атаку та щонайменше 2 ракети.
| дата       | регіон  | місце   | ракета | к-ть | влучання, загиблі/поранені |
| ---------- | ------- | ------- | ------ | ---- | -------------------------- |
| 31.05.2025 | Україна | Україна | 5В55   | 2    | не встановлено             |

### Червень
Зафіксовано 3 атаки та щонайменше 6 ракет.
| дата       | регіон        | місце       | ракета | к-ть | влучання, загиблі/поранені                                |
| ---------- | ------------- | ----------- | ------ | ---- | --------------------------------------------------------- |
| 18.06.2025 | Донецька обл. | Святогірськ | 5В55   | 2+   | уражено багатоквартирні будинки та приватні домоволодіння |
| 21.06.2025 | Донецька обл. | Краматорськ | 5В55   | 1    | частково зруйновано житловий 4-поверховий будинок         |
| 29.06.2025 | Україна       | Україна     | 5В55   | 3    | не встановлено                                            |

### Липень
Зафіксовано 6 атак та щонайменше 24 ракети.
| дата       | регіон          | місце    | ракета | к-ть | влучання, загиблі/поранені         |
| ---------- | --------------- | -------- | ------ | ---- | ---------------------------------- |
| 02.07.2025 | Україна         | Україна  | 5В55   | 4    | не встановлено                     |
| 06.07.2025 | Україна         | Україна  | 5В55   | 4    | не встановлено                     |
| 07.07.2025 | Україна         | Україна  | 5В55   | 4    | не встановлено                     |
| 08.07.2025 | Україна         | Україна  | 5В55   | 4    | не встановлено                     |
| 10.07.2025 | Україна         | Україна  | 5В55   | 4    | не встановлено                     |
| 10.07.2025 | Харківська обл. | Печеніги | 5В55   | 4    | атаковані приватні житлові будинки |
| 14.07.2025 | Україна         | Україна  | 5В55   | 4    | не встановлено                     |

### Серпень
Зафіксовано 2 атаки та щонайменше 7 ракет.
| дата       | регіон       | місце        | ракета      | к-ть | влучання, загиблі/поранені |
| ---------- | ------------ | ------------ | ----------- | ---- | -------------------------- |
| 03.08.2025 | Україна      | Україна      | 5В55/48Н6ДМ | 5    | не встановлено             |
| 14.08.2025 | Сумська обл. | Сумська обл. | 5В55        | 2    | не встановлено             |